# The Facts in the Case of Mister Hollow
The Facts In the Case of Mister Hollow és un curtmetratge de terror de 2008 dirigit per Rodrigo Gudiño i Vincent Marcone, basat en sobre una història escrita per Gudiño. El curt es va estrenar per primera vegada el 17 de juliol de 2008 al FanTasia i ha estat re-publicat com a part de diversos DVD diferents, ja sigui com a funció addicional o com un dels diversos curtmetratges destacats.

## Agumenti
La pel·lícula s'obre amb una breu paella sobre diversos papers, un dels quals mostra un símbol semblant al Caduceu però amb ales de ratpenat i la pregunta d'una paraula "Keres"? A continuació, la pel·lícula mostra un retall de notícies amb un titular que afirma que un nen ha desaparegut i que es creu que és una d'unes 100 víctimes. Una signatura mostrat al mateix retall esmenta que el paganisme està florint actualment al nord d'Ontario. Juntament amb el retall hi ha una nota que comenta que s'adjunta al retall una fotografia i que el lector l'ha de mirar de prop. La fotografia mostra inicialment quatre adults, tres homes i una dona, parats en un bosc amb una casa a l'esquena i un cotxe a la seva esquerra. La dona porta un bebè i inicialment res no sembla estrany a la foto.
La majoria de la pel·lícula segueix, mentre la càmera s'apropa i fa una panoràmica per la foto repetidament. Amb cada passada de la càmera, els detalls de l'escena canvien i es tornen més sinistres: alguns són només punts d'interès que es poden perdre fàcilment, com ara marques a les mans dels tres homes adults, un mirall d'un cotxe que mostra esquitxades de sang i un cos. al seient del darrere del cotxe, i creus clavades als arbres. Altres són més evidents, com un dels homes que comença a encendre un foc format per diversos crucifixos. La foto revela dues persones addicionals al fons, dos sacerdots sostenint una escopeta que sembla estar a punt per disparar contra el grup. A mesura que conclou el curt, es fa evident que la dona no hi és per voluntat pròpia —la seva expressió s'ha horroritzat en l'examen més recent— i la pel·lícula acaba amb la revelació que hi ha una persona final a la imatge, una persona encoberta i amenaçadora. figura reflectida a les ulleres de sol que portava un dels homes.

## Repartiment
- Julian Richings com a Kneeling Man
- Alan Alderton com a Waving Man
- Lea Lawrynowicz com a dona jove
- Tony Morrone com a home prim
- Darryl Dougherty com a jove sacerdot
- Rogelio Gudiño com a vell sacerdot
- Behnaz Siahpustan com a Ker

## Historial de llançaments
The Facts In the Case of Mister Hollow es va estrenar al Festival de Cinema FanTasia de 2008 i també s'ha projectat a diversos altres festivals de cinema com el Toronto After Dark Film Festival. El curt s'ha publicat com a part de dos DVD, com un dels curtmetratges destacats a la col·lecció de curtmetratges del 2009 Curious Stories, Crooked Symbols i com a DVD extra per a l'estrena del 2013 de The Last Will and Testament of Rosalind Leigh de Gudiño.

## Recepció
La recepció crítica de The Facts In the Case of Mister Hollow ha estat majoritàriament positiva. Bloody Disgusting va ressenyar el curt com a part del DVD de The Last Will and Testament of Rosalind Leigh i el va elogiar com "una mirada esgarrifosa a la naturalesa caòtica de tot el que pot passar durant aquell mil·lisegon de temps" quan s'ha fet una fotografia. Shock Till You Drop i Dread Central li van donar ressenyes positives, i Dread Central va comentar que tot i que el concepte no sonava com si "[podria] aguantar molt de temps", la durada de la pel·lícula va funcionar a favor del curt i en veure la pel·lícula diverses vegades, es van adonar de més detalls que inicialment havien perdut.

### Premis
- Millor curtmetratge d'animació al Festival de Cinema Fantasia (2008, guanyador)[9]
- Premi Gertie al millor curtmetratge d'animació al XLI Festival Internacional de Cinema Fantàstic de Catalunya (2008, guanyador)[10]
- Millor curtmetratge al Festival Internacional de Cinema Fantàstic de Puchon (2008, guanyador)[11]
- Millor curtmetratge al Shnit international shortfilmfestival (2008, guanyador)[12]
- Millor curt d'animació al South African Horror Fest (2008, guanyador))[12]